# Zach Harting
Zachary Scott Harting (conocido como Zach Harting; Madison, 27 de agosto de 1997) es un ingeniero y deportista estadounidense que compite en natación.
Ganó una medalla de oro en el Campeonato Mundial de Natación de 2024 y una medalla de bronce en el Campeonato Pan-Pacífico de Natación de 2018.
Estudió Ingeniería Mecánica en la Universidad de Louisville y trabaja como ingeniero de proyectos en una empresa estadounidense de construcciones.

## Palmarés internacional
| Campeonato Mundial      | Campeonato Mundial | Campeonato Mundial | Campeonato Mundial |
| Año                     | Lugar              | Medalla            | Prueba             |
| ----------------------- | ------------------ | ------------------ | ------------------ |
| 2024                    | Doha (Catar)       | Medalla de oro     | 4 × 100 m estilos  |
| Campeonato Pan-Pacífico |                    |                    |                    |
| Año                     | Lugar              | Medalla            | Prueba             |
| 2018                    | Tokio (Japón)      | Medalla de bronce  | 200 m mariposa     |